# 华中茯蕨
华中茯蕨（学名：Leptogramma centrochinensis）为金星蕨科茯蕨属下的一个种。

## 扩展阅读
維基物種上的相關：华中茯蕨